# Boxhole-Krater
Koordinaten: 22° 36′ 46,2″ S, 135° 11′ 43,2″ O

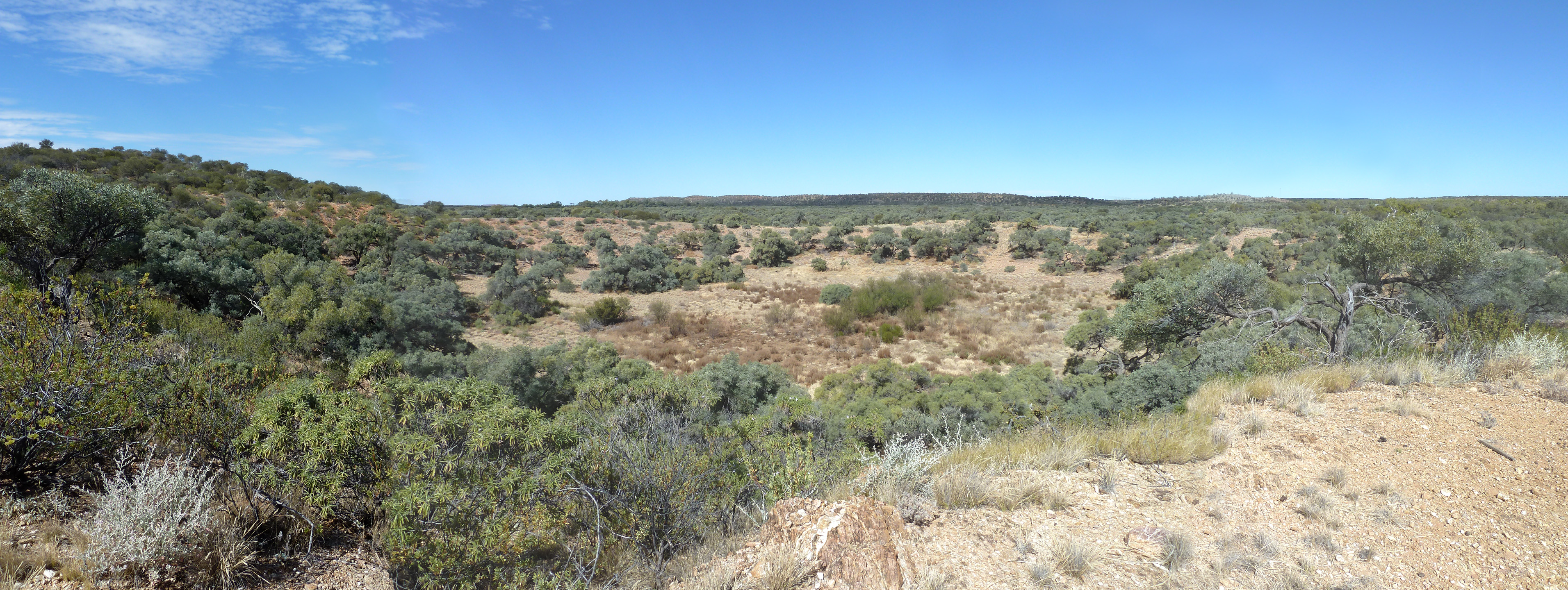
Boxhole-Krater

Der Boxhole-Krater ist ein geologisch junger Einschlagkrater im Northern Territory in Australien, der etwa 300 Kilometer entfernt von Alice Springs entfernt in nordöstlicher Richtung liegt.
Sein Durchmesser beträgt 170 Meter. Das Alter des Kraters wird auf 52.000 bis 56.000 Jahre geschätzt, damit liegt das Einschlagereignis nahe dem Ende des Pleistozäns. Die asymmetrische Ejektadecke reicht im Süden über 300 m weit und deutet auf eine Flugbahn des Meteoriten von Nord nach Süd hin. Außerdem muss der Eintrittswinkel sehr flach gewesen sein.
Bruchstücke des Meteoriten wurden in der Umgebung gefunden und zeigen, dass der Krater durch den Einschlag eines Eisenmeteoriten entstanden ist.
Der Kraterrand erhebt sich etwa 3 bis 5 Meter über die ihn umgebende Landschaft. Der Krater ist etwa 9 Meter tief. In dem Krater wachsen bis auf einen einzelnen Eukalypthusbaum keine Bäume. Auf dem inneren Kraterrand wachsen vereinzelt kleinwüchsige, buschige Bäume. Der Boxhole-Krater erhebt sich deutlich erkennbar über die ihn umgebende Landschaft.